# 南部牛追唄
「南部牛追唄」（なんぶうしおいうた）は岩手県南部地方に伝わる民謡。古くから南部で牛追唄と呼ばれるものには九戸周辺に伝わる「九戸牛追唄」と鹿角街道及び仙北街道周辺に伝わる「沢内牛追唄」がある。一般に「南部牛追歌」と呼ばれた場合、沢内系の牛追唄を指す。牛追節とも。

## 解説

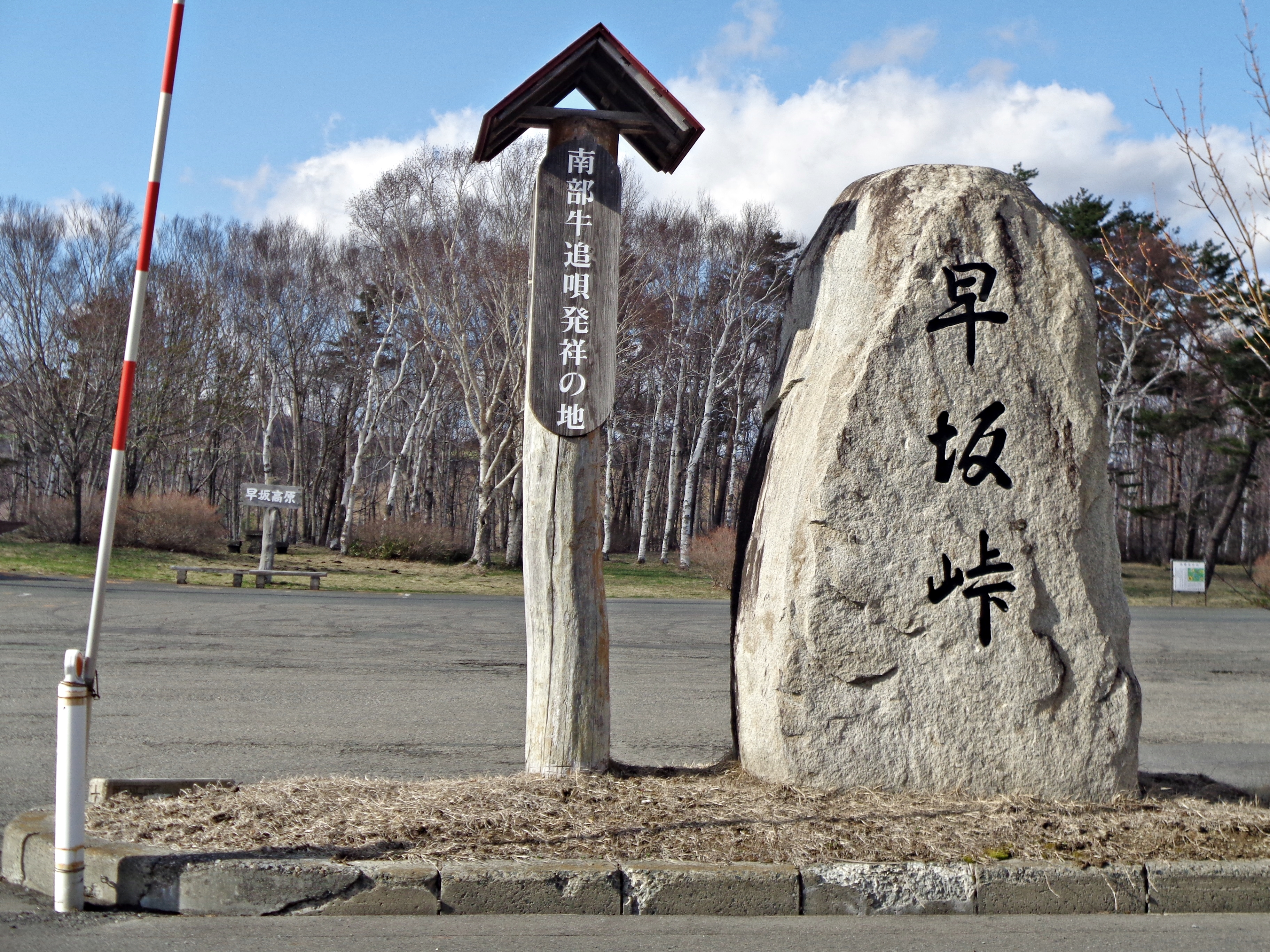
牛方が越えた早坂峠の石標（小本街道）

かつて南部地方においては、牛や馬の飼育が盛んであった。牛馬は輓獣として農耕で犂を挽かせ、あるいは背に米や荷物を載せ、駄獣として輸送の動力に用いられた。
沢内地方で生産された米などを盛岡へと運搬するため、荷物を載せた牛を操る運送業者「牛方」たちによって歌われた牛方節（道中歌）に「沢内牛追唄」がある。
この沢内牛追歌が洗練されたものが、今日の「南部牛追唄」である。
同じく南部牛追唄と呼ばれるものに「九戸牛追唄」がある。この牛追唄は牛を放牧する際に唄われる放牧歌で、放牧地であった岩泉地方から牛を追い小本街道を通り盛岡に向かう道中で唄われた。
牛方が牛追歌を歌うように、馬方が唄う「南部馬方節」もまた今日まで伝わっている。
これら牛追唄の起源は定かではないが、南部氏により三戸が栄えていた南部守行から南部利直の時代まで遡るといわれる。

## 歌詞

### 南部牛追唄
2021年現在、南部牛追唄として最も代表的な歌詞は「田舎なれども～金の山コラサンサエー」の一節である。
詩形は七七七五調で、旋律は宮崎県に伝わる「刈干切唄」などに似る。

### 沢内牛追唄
今日歌われる南部牛追唄の原型である沢内牛追唄の「大志田歯朶の中～」「沢内三千石 ～」は「沢内甚句」でも歌われる。沢内からでて、大志田・貝沢・大木原を通り盛岡にでる道のりと、側女に召し上げられたおよねの伝承を唄う。およねは「お米」と、箕は「身」と通ずる。天保の大飢饉の際に年貢米の代わりに差し出されたおよねの伝承は「およね地蔵尊」としても残されている。「一の先達～」は牛の列の先頭を、すだれ・小ぶちは牛の柄模様を表している。囃子言葉の「ハーラヨー」は牛方たちが使った牛への掛け声が転じたものである。
前述の「沢内甚句」は沢内牛追唄系のさそり節から生まれたもので、歌詞のほとんどが南部牛追唄で歌われるものと共通している。

### 九戸牛追唄
小川からはじまり、町村（藪川）・沢口・長沢・江刈・葛巻・外山と盛岡へ向う道中各地の村名が唄われる。方言が多く用いられており「コデべり」は「牡牛（コデ）ばかり（べり）」、「ゆるけェ鍋」は「ゆるい（薄い）粥の鍋」「踏んどしたが などしたらよがんベナ」は「踏み落としたが どうしたらいいだろうか」、「夜どろ」は「徹夜」、「スンベ」は「藁でできた深い雪沓（ゆきぐつ）」を意味する。